# Hirmoneura bradleyi
Hirmoneura bradleyi is een vliegensoort uit de familie van de Nemestrinidae. De wetenschappelijke naam van de soort is voor het eerst geldig gepubliceerd in 1920 door Joseph Charles Bequaert.